# Plaza Jacinto Lara de Barquisimeto
La plaza Jacinto Lara es un espacio público localizado en la ciudad de Barquisimeto en el centro occidente de Venezuela, específicamente en el Estado Lara. Se ubica entre la Iglesia de San Francisco de Asís y el Ateneo de Barquisimeto, en la Carrera 16, entre calles 22 y 23.
Originalmente la plaza del convento franciscano, y posteriormente la Plaza Bolívar de la ciudad fue reformada varias veces hasta que definitivamente en 1939 se colocó un monumento en honor al general de división venezolano Juan Jacinto Lara. Posee caminerías y áreas verdes y tiene importancia histórica puesto que fue el primer lugar donde se interpretó el himno del estado Lara en 1911.